# Phantom Press
Phantom Press, Phantom Press International, Fantom Press – nieistniejące już gdańskie wydawnictwo działające w latach 90. XX wieku, specjalizujące się w literaturze popularnej, w szczególności w horrorze i fantastyce.

## Historia
Wydawnictwo powstało tuż po przemianach ustrojowych w Polsce na przełomie lat 80. i 90. W 1991 r. oficyna odkupiła prawa autorskie od wydawnictwa Alfa i utworzyła redakcję w Warszawie, która funkcjonowała przez kilka miesięcy.
Phantom Press było niezwykle aktywne w latach 1990–1993. Pierwszym sukcesem oficyny było wznowienie Czarnoksiężnika z Archipelagu Ursuli K. Le Guin oraz Mesjasza Diuny, drugiego tomu głośnego cyklu Kroniki Diuny Franka Herberta. W latach 90. było największym wydawnictwem w kraju pod względem liczby wydawanych tytułów, których liczba sięgała 50 miesięcznie.
Nakładem wydawnictwa po raz pierwszy po polsku ukazały się słynne Szatańskie wersety Salmana Rushdiego – w związku z fatwą ogłoszoną przez ajatollaha Chomejniego publikacja nie zawierała nazwisk tłumacza, redaktorów, nazwy wydawnictwa, drukarni ani numeru ISBN. Sami pracownicy wydawnictwa przyznają jednak, że pozycja była wydana pospiesznie, a tłumaczenie niedobre.
Również w Phantom Pressie swoje polskie premiery miały takie książki jak: Pedał Williama S. Burroughsa, Żony ze Stepford Iry Levina czy sztuka Zagraj to jeszcze raz, Sam i zbiór opowiadań Bez piór Woody’ego Allena.
Jako pierwsze w Polsce opublikowało pełne cykle fantastyczne: Ziemiomorze Ursuli K. Le Guin, Kroniki Diuny Franka Herberta oraz serię Kane Karla E. Wagnera. Wydawnictwo publikowało także takie nagradzane i popularne powieści znanych anglojęzycznych autorów fantastyki i horroru, jak: Jezus na Marsie Philipa José Farmera, Wydziedziczeni Ursuli K. Le Guin, Strefa śmierci i Podpalaczka Stephena Kinga, Non stop Briana W. Aldissa,Opiekun snu Vondy N. McIntyre, Królowa Zimy Joan D. Vinge, Stacja tranzytowa Clifforda D. Simaka czy Gwiazda Imperium Samuela R. Delany’ego, a także zbiór opowiadań Pułapka na myszy mistrzyni kryminału Agathy Christie,  a także liczne horrory takich autorów jak: Guy N. Smith, Brian Lumley, Clive Barker czy Les Daniels.

## Odbiór
W 1992 Jacek Foromański jako przedstawiciel Phantom Press otrzymał nagrodę Śląkfa w kategorii „Wydawca roku”, zaś wydawnictwo dostało nagrodę europejskiego konwentu literatury SF Eurocon. Z kolei rok wcześniej wydawnictwo otrzymało antynagrodę Złoty Meteor za jakość tłumaczeń publikowanych książek SF – obie nagrody przyznane zostały przez Śląski Klub Fantastyki.
Książki wydawnictwa często miały błędy tłumaczeniowo-redakcyjne i produkowane były jako „paperbacki” – były jednak powszechnie dostępne, a przez to popularne. Sami redaktorzy przyznają, że najsłabszą stroną wydawanych książek były okładki.